# Туліпвуд (Сомерсет, Нью-Джерсі)
Туліпвуд (англ. Tulipwood) — історичний будинок в стилі Покрівельна драниця (англ. shingle style) на вулиці Гамільтон № 1165 (англ. 1165 Hamilton Street) в селищі Franklin в Сомерсет округ, Нью-Джерсі, Сполучені Штати Америки.
Будинок проектував Якоб Август Лаано (англ. Jacob August Lienau).

## Історія
Ще до будування цього будинку земля належала дружині Стівена Гайон Вільямса Мері Маклай Пентс (англ. Mary Maclay Pentz) (близько 1810–1891) — вона володіла 121 акром (0,49 км²) тракту в Сомерсет, Нью-Джерсі. Ця земля стала власністю родини Марії Маклай Пентс Вільямс з 1877 року.

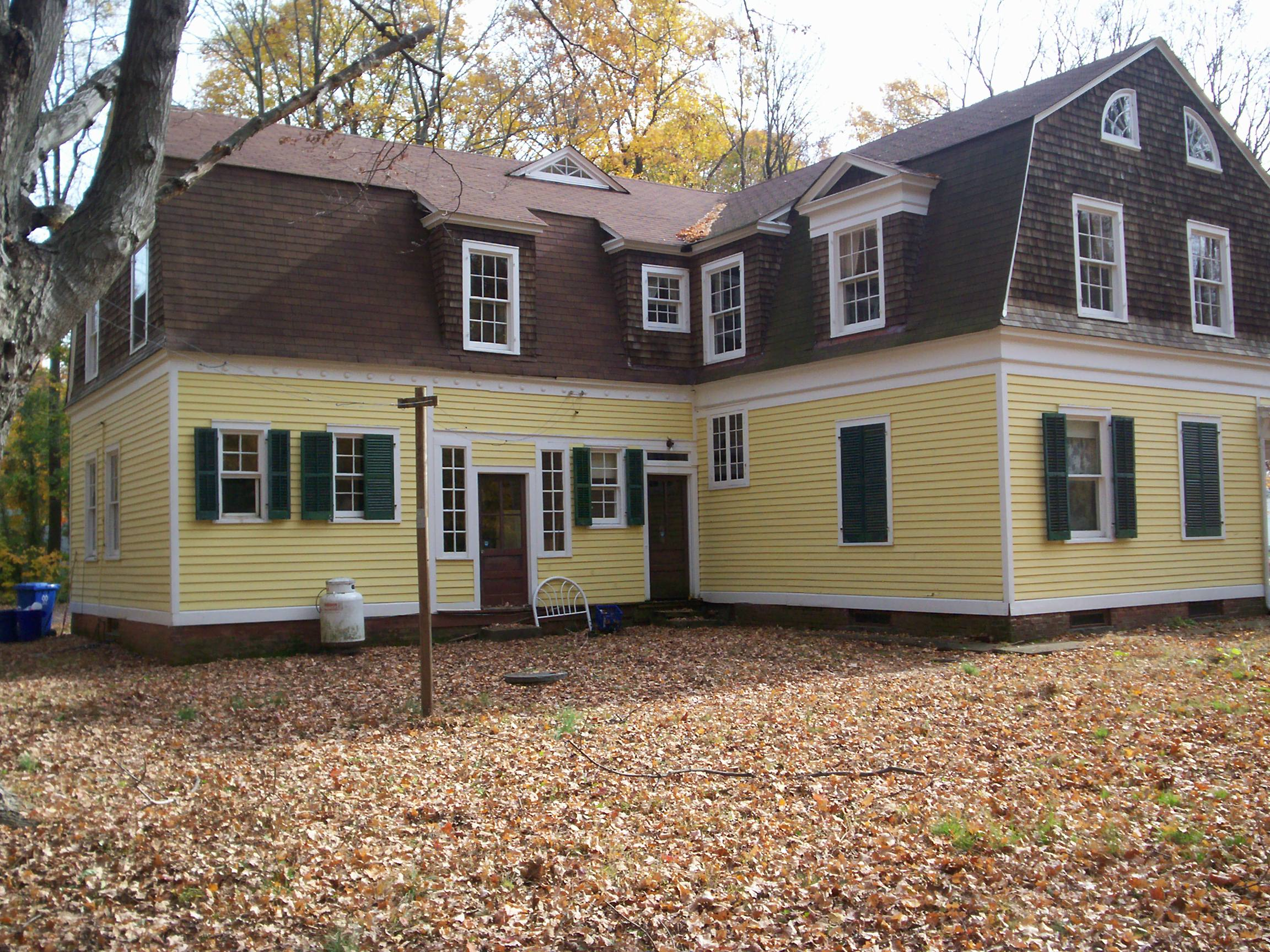
Будинок Туліпвуд.

Будинок Туліпвуд був побудований в 1892 році для Стівена Гайон Вільямса, одного з засновників «Williams & Guion Black Star Line», і його сім'ї. Це був третій будинок побудований на цій земельній ділянці.
Будинок проектував Якоб Август Лаано, син Детлефа Лаано (англ. Detlef Lienau). Містер Лаано був одружений з Елізабет Вільямс, сестрі Стівена Гайона Вільямса. Містер Лаано також спроектував для Мері Вільямс будинок безпосередньо на схід від Туліпвуда відомий сьогодні як Shady Rest і відомий як Somerset Manor South розташований на Гамільтон-стріт № 1135, а також будинок для себе і своєї дружини Елізабет на захід від Туліпвуда відомий сьогодні як Merrynook розташований на Hamilton Street № 1201, який використовувався раніше Інститутом мистецтв в Нью-Джерсі. Туліпвуд, Merrynook і Shady Rest існують і сьогодні, однак, тільки Туліпвуд залишився недоторканим з дуже невеликими змінами.
У 1920 році Туліпвуд стає будинком Ли В. Кімбола (англ. Leigh W. Kimball) і його сім'ї.
Крістофер Lehman, онук Кімбола, був останнім жителем Туліпвуд, перш ніж він був куплений в 2003 році Франклін Тауншип, район Сомерсет, Нью-Джерсі, і переданий в фонд Мідоуз.
9 вересня 2005 Туліпвуд був доданий в Національний реєстр історичних місць США.